# Grupo Inspired Education
O Inspired Education Group é um grupo educacional e internacional de escolas privadas com fins lucrativos. Foi fundada em 2013 pelo empresário libanês-britânico Nadim Nsouli e está sediada em Londres.

## Colégios em Portugal
Em abril de 2024, o grupo já tinha criado ou adquirido os seguintes colégios em Portugal:
- King's College School - Cascais
- PaRK International School - Alfragide
- PaRK International School - Praça de Espanha
- PaRK International School - Restelo
- St. Peter's International School - Palmela
- Vilamoura International School - Vilamoura